# Pawel Wladimirowitsch Korosteljow
Pawel Wladimirowitsch Korosteljow (russisch Павел Владимирович Коростелёв; * 25. November 1978 in der Oblast Jaroslawl, Sowjetunion) ist ein ehemaliger russischer Biathlet und Skilangläufer.
Pawel Korosteljow begann seine Karriere als Langläufer, im Dezember 2001 bestritt er sein erstes FIS-Rennen in Krasnogorsk, zwei Jahre später an selber Stelle sein erstes Rennen im Continental Cup, er wurde 39. in diesem Freistilrennen über 15 km. Kurz vor den Olympischen Winterspielen 2006 feierte er beim Sprintrennen im freien Stil in Davos sein Weltcupdebüt, mit Rang 56 allerdings ohne besonderes Ergebnis. Am nächsten Tag blieb er mit Rang 53 auch über 15 km klassisch blass. Dennoch wurde er für die Olympischen Spiele nominiert und kam dort im Sprint zum Einsatz, er schied als 34. schon in der Qualifikation aus und war damit schwächster Russe. Ein weiterer Start im Weltcup im Januar 2007 beim Sprint in Rybinsk war sein letztes Weltcuprennen bei den Langläufern. Mit dem Ende der Saison 2006/2007 wechselte er zum Biathlon, seine ersten internationalen Starts hatte er im Europacup 2008. Schon bei seinem dritten Auftritt, dem Sprint in Valromey-Retord wurde er Zehnter, in der Verfolgung verbesserte er sich auf Platz neun. Die weiteren Rennen brachten nur Resultate im Mittelfeld. Seine ersten Podiumsplätze belegte er im bulgarischen Bansko im Februar 2009, sowohl in Sprint als auch in der Verfolgung musste er sich nur seinem Landsmann Andrei Prokunin geschlagen geben, doch schon bei der letzten Station des Winters sprangen wieder nur mittelmäßige Ergebnisse für ihn heraus. Gemeinsam mit Alexejew, Kuselew und Prokunin wurde er zum Saisonabschluss Dritter beim Staffelwettbewerb der Russischen Meisterschaften in Uwat. Im Olympiawinter 2010 war Korosteljow selbst nicht mehr aktiv, aber war als Skitechniker der Biathleten bei den Olympischen Spielen in Vancouver.
Korosteljow ist verheiratet mit Natalja Korosteljowa und der Schwager von Nikolai Morilow. Zusammen mit seiner Frau lebt er in Rybinsk, die beiden haben ein Kind.